# بی‌ریج (فلوریدا)
بی‌ریج (به انگلیسی: Bee Ridge) یک منطقهٔ مسکونی در ایالات متحده آمریکا است که در شهرستان ساراسوتا، فلوریدا واقع شده‌است. بی‌ریج ۱۰٫۱ کیلومتر مربع مساحت و ۹٬۵۹۸ نفر جمعیت دارد و ۱۰ متر بالاتر از سطح دریا قرار دارد.